# Nectandra subbullata
Nectandra subbullata là một loài thực vật thuộc họ Lauraceae. Đây là loài đặc hữu của Venezuela.